# チンギス・カンの西征
チンギス・カンの西征は、13世紀にモンゴル帝国によって行われた征服戦争。1219年から1223年までの一連の戦闘によってモンゴル帝国は飛躍的に領土を広げ、1225年に帰還した。

## 背景
1206年にチンギス・カンによって建国されたモンゴル帝国は、第一次対金戦争で成功を収めて東アジア最強の帝国に成長した。一方、ホラズム地方を中心として1077年に成立したホラズム・シャー朝も、ほぼモンゴル帝国と同時期に急成長し、西アジア最強の帝国となっていた。

## 戦闘の経過

### 西遼侵攻
1204年にチンギス・カンがナイマン部族を征服した後、1208年にナイマンの族長タヤン・カンの子であるクチュルクは西遼（カラ・キタイ）に亡命する。西遼の皇帝である耶律直魯古はクチュルクに将軍の地位と自身の娘を与え、モンゴル帝国への備えとしようとした。
しかし耶律直魯古は人望がない上に暗愚であり、属国であったホラズム・シャー朝や西カラハン朝、天山ウイグル王国などに次々と独立をされていた。1211年にホラズム・シャー朝と西カラハン朝が再び反乱を起こすと、耶律直魯古は軍に命じてサマルカンドを包囲させるものの、今度は西遼軍不在の間にクチュルクが西遼本国で反乱を起こす。一度はクチュルクを撃退した耶律直魯古であるが、反撃を許し捕縛され、幽閉されてしまう。この簒奪の時点で西遼は事実上滅亡した。
1218年、西遼がほぼ自滅に近い形で滅び、その多くがモンゴル帝国の領土になると、モンゴル帝国とホラズム・シャー朝は直接領土を接することとなった。同年、ホラズムの東方国境近くのオトラルで太守イナルチュクによってチンギス・カンが派遣した通商団が虐殺され、この事件の報復を理由にしてモンゴル帝国はホラズム・シャー朝への遠征を決定したといわれる。しかし、後述のようにホラズムへの遠征はかなり計画的なものであり、このことから通商団はモンゴルのスパイであり、この理由はきっかけにしか過ぎないという説もある。

### ホラズム侵攻

モンゴル帝国の拡大

1219年、モンゴル高原を弟のテムゲ・オッチギンに任せ、チンギス・カンはホラズム・シャー朝への遠征を開始した。モンゴル軍はオトラルに到着すると、第一次対金戦争の時と同様全軍を三つに分け、整然とホラズムに侵入した。
一方でホラズム・シャー朝は専守防衛を基本戦略とし、各都市ごとに分散して防衛させた。これは戦力の分散にあたり、後によく批判の的になったが、そうせざるをえない原因がホラズム内にあった。もともとホラズムの急激な発展は、アラル海北方に遊牧するテュルク系のカンクリ族を味方に引き入れたことが背景にあったが、カンクリ族が実際に支持するのは国王アラーウッディーン・ムハンマドの実母テルケン・ハトゥンであり、ホラズムはモンゴル来襲時にはこの母子によって二分された状態にあった。結果的に、カンクリ族の戦場での反乱を恐れたムハンマドは野戦でのモンゴル軍の迎撃を断念せざるを得ず、モンゴル軍を引き入れて長期戦に持ち込み、相手が撤退するところを反転攻勢する、という作戦をとった。
しかし、おそらく事前に周到に情報収集をしたであろうモンゴル軍は、対金戦争の経験も活かし、冷静に各都市を各個撃破した。サマルカンド、ブハラ、ウルゲンチといった名だたる都市を墜とした上、見せしめのため抵抗した都市は破壊された。また、この頃チンギス・カンの長子ジョチと次子チャガタイとの間でウルゲンチの攻め方で対立があり、三男のオゴデイが仲裁に入ったことでその器量を示したという逸話もある。
完全に読みの外れたムハンマドは、カラハン朝から奪い取って首都としたばかりのサマルカンドから逃走し、本来の中心地であるマー・ワラー・アンナフルをも見捨てた。そして息子たちに撤退命令を出し、アムダリヤ川を越えて西へと逃走していった。この撤退には、アムダリヤ川以南にモンゴル軍を引きずり込んでゲリラ戦を展開しようという狙いもあったらしいが、モンゴル軍がこれに冷静に対応したこと、またあまりにも無様な国王の撤退によるホラズム軍の指揮系統の混乱によって、1220年にホラズム・シャー朝はほぼ崩壊した。
一方、逃走したアラーウッディーン・ムハンマドはニシャプール（現イラン・ラザヴィー・ホラーサーン州ネイシャーブール）に立ち寄ったりしながらも、結局モンゴル軍との戦争に対する指示を出したりすることもなく、カスピ海西南岸近くのアーバスクーン島で死んだ。

### アフガニスタン・インド侵攻
ジャラールッディーン・メングベルディーは、カーブルの近郊でのパルワーンの戦いに勝利し、インドを目指したがインダス河畔の戦いでモンゴル軍に大敗した。
西方の新興国、ホラズム・シャー朝を開戦後わずか約2年で破ったモンゴル軍であったが、アムダリヤ川を越えた後、急に無秩序な戦闘を始め、無意味な虐殺を行ったりする。これはあまりにもあっけなくホラズム・シャー朝が壊滅した結果、十分な計画・準備を整える間もなく、逃走するホラズム軍に引きずられる形でホラーサーン・アフガニスタン方面に入り、戦局が泥沼化したことが原因ではないか、という指摘がモンゴル帝国史を専門とする杉山正明らによってなされている。
この頃のモンゴル軍の損害としては、ジャラールッディーンによってパルワーンの戦いでシギ・クトク率いるモンゴル軍が大敗を喫したこと、バーミヤーン包囲戦でチャガタイの嫡子モエトゥケンが流れ矢を受けて戦死したことなどがあげられる。もともとモンゴル軍とはいっても生粋のモンゴル兵（モンゴル高原出身の騎兵）は少なく、現地で投降した兵が多かった。そのため、モンゴル軍の戦法は基本的に味方の損害を避けるやり方が多く、これらの損害はモンゴル人の上層部にとって衝撃的なものだった。これらの報復として、バーミヤーンにはチンギス・カンにより「草一本も残すな」という命令が出たとされ、ニーシャープール、ヘラート、バルフ、などといった古代からの大都市も略奪され、完全に破壊されたとされる。
ジャラールッディーンを追撃しつつ、南下したモンゴル軍はインダス川のほとりにおいてようやくジャラールッディーンを追い詰め、インダス河畔の戦いが行われたが、肝心のジャラールッディーンは川を渡って逃げ去ってしまう。

### ルーシ侵攻
チンギス・カンの命によってムハンマド追討のため出発したジェベ、スベエデイ両将軍は西進を続け、エルブルズ山脈南麓を経由してイラン西北部、アゼルバイジャン、グルジア、アルメニアを席捲。
両将軍は、カフカース山脈を越えてキプチャク草原に進出し、キエフ・ルーシなどのルーシ諸公の連合軍とカルカ河畔において戦った（カルカ河畔の戦い）。団結力に欠ける連合軍が統率のとれた歴戦のモンゴル軍にかなうはずもなく、連合軍は大敗した。
その後、ジェベ、スベエデイ両将軍率いるモンゴル軍の別働隊は、本隊の帰還に合流するためキプチャク草原から去っていくものの、一連のキプチャク草原の戦闘によって西ヨーロッパのキリスト教諸国の間に「タタール」の名が広まっていくこととなる。

### ヴォルガ・ブルガール侵攻
サマラ屈曲部の戦い（ケルネクの戦い）で、モンゴル軍はブルガールに敗れ、東へと去ってしまった。
1222年夏、チンギス・カンはこの方面の作戦に見切りをつけ、本拠地たるモンゴル高原への撤退を始めていた。全軍はゆっくりと進み、途中でスベエデイ率いる別働隊（ジェベは帰還途上で病没）と合流し、1225年にモンゴル高原へ帰還した。

## その後の影響
一連の戦闘によって西方の新興国ホラズム・シャー朝を降し、中央アジアを傘下に入れたモンゴル帝国は、名実ともに当時のユーラシア大陸で最強の国家となり、遠く西ヨーロッパまでその名を知られることとなった。一方で、後のモンゴルの「野蛮な未開人」・「文明の破壊者」といった負のイメージの多くも、この頃のアフガニスタン方面での虐殺に根ざしている。